# رادینگتون
رادینگتون (به انگلیسی: Ruddington) یک روستا و محله مدنی در بریتانیا است که در راشکلف واقع شده‌است. رادینگتون ۷٬۲۱۶ نفر جمعیت دارد.